# Statue eines Kindes (NAMA 3485)

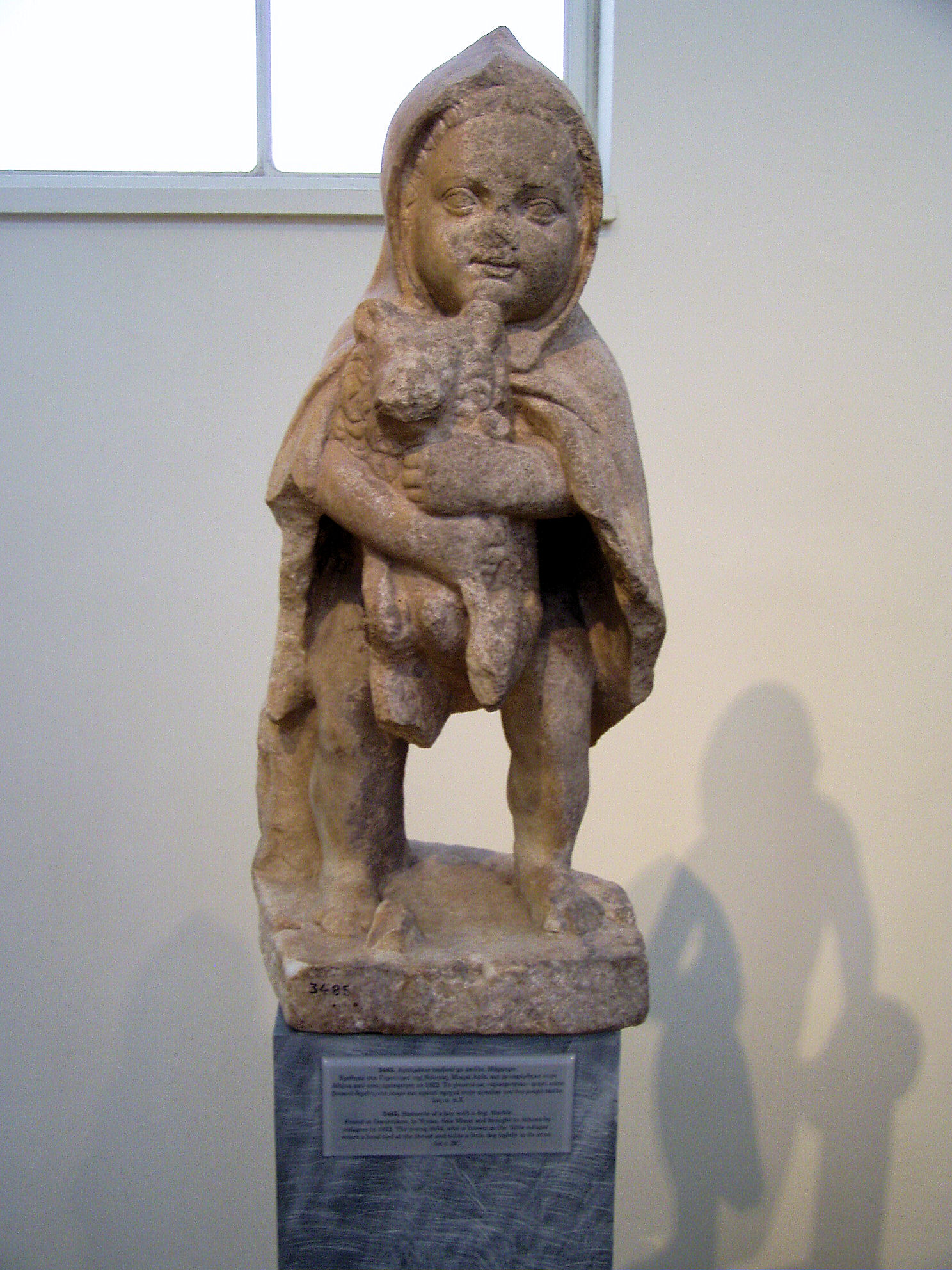

Die Statue eines Kindes im Archäologischen Nationalmuseum Athen (NAMA) mit der Inventarnummer 3485 wird ins 1. Jahrhundert v. Chr. datiert.
Die Statue wurde 1922 im Gerontikon von Nysa in Kleinasien gefunden. Sie ist aus Marmor gefertigt und hat eine Höhe von 63 Zentimetern. Dargestellt ist ein Kind, das mit beiden Händen einen Malteserhund vor seiner Brust umklammert. Es ist mit einem langen Kapuzenumhang bekleidet, der um den Nacken befestigt ist. Nur der Ansatz des Haares schaut unter der Kapuze hervor. Das Kindergesicht ist rund und pausbäckig. Die Statue ist in einem Stück erhalten, die Plinthe ist Teil des Gesamtwerkes, ebenso die Stütze am rechten Bein in Form eines Baumstammes. Die Nase des Kindes, die Beine des Hundes und Teile des Umhangs sind abgebrochen.